# Rudolf Hübner (architekt)
Rudolf Hübner (1904 Röchlitz – 25. srpna 1985 Bělá pod Bezdězem) byl český architekt a stavitel německé národnosti, významná osobnost Čelákovic.

## Život
Narodil se v Liberci – Rochlicích jako nejmladší dítě do rodiny německého pasíře, měl dva starší sourozence, bratra Arnošta a sestru Johannu. Po roce 1948 byla rodinná firma znárodněna a stala se součástí státního podniku Jablonex. V meziválečném období pracoval u pražských stavebních firem jako stavbyvedoucí, mimo jiné i na výstavbě České národní banky a později i jako projektant a architekt. Oženil se s Annou Skořepovou, dcerou kováře z Roškopova, s rodinou se usadil v Čelákovicích u Prahy.
V dnešní ulici Lípová (čp. 672/11) postavil rodinnou vilu dle svého vlastního návrhu, která stojí dodnes. Roku 1927 se v Čelákovicích manželům narodila dcera Olga. K okruhu tehdejších rodinných známých patřil i mecenáš a vlastenec Josef Volman, který měl zřejmě vliv na jeho pročeské vlastenecké a antifašistické smýšlení. V okolí továrníka Volmana měl možnost potkat se s věhlasnými architekty té doby, od kterých čerpal znalosti i uměleckou tvůrčí inspiraci. Roku 1935, kdy byl zaměstnán u firmy A. Antoše v Praze, navrh Čelákovický Husův sbor a později také vykonával autorský dozor. Stavební práce řídil architekt Josef Pýcha. V srpnu téhož roku byl projekt schválen, základní kámen Husova sboru byl položen v září 1935 a v červnu 1936 byl Husův sbor dostavěn z darů dobrovolníků.
Na podzim roku 1936 odjíždí s rodinou pracovně do Sudet, aby se podílel na výstavbě čsl. opevnění. Jeho firma je přidělena na linii I. ve Starém Městě pod Sněžníkem, kde setrvává až do samotného odsunu v září 1938, kdy se jako německý antifašista přihlásil k občanství ČSR. V důsledku hospodářské krize je nucen prodat rodinný dům v Čelákovicích zatížený hypotékou. Během války žije v Hrochově Týnci, kde se zapojuje do čsl. odboje. Rodina se cíti v bezprostředním ohrožení zejména po vypálení Ležáků v roce 1942. Po válce odbržel od ministerstva obrany vyznamenání za zásluhy II. Odboji jako civilní člen partyzánské skupiny Mistr Jan Hus.
Po válce pracuje v Bělé pod Bezdězem jako ředitel Stavostroje, později jako penzista na stavebním úřadu tamtéž. Po smrti roku 1985 byl pochován v rodinném hrobě na hřbitově v Čelákovicích. Roku 2022 byla rodinná hrobka Hübnerových podle přání dcery Olgy přenesena na Lesní hřbitov v Hradci Králové.

## Publikace
Byl činný též jako regionální historik a vášnivý turista. Psal česky i německy. Vyšla mu monografie Heimatkunde des Bezirks Aussig / Vlastivěda okresu Ústí n. L. roku 1929.